# Arhopala mirabella
Arhopala mirabella, volledige naam Arhopala alitaeus mirabella, is een vlinder uit de familie van de Lycaenidae. De wetenschappelijke naam van de soort is voor het eerst geldig gepubliceerd in 1889 door Doherty.

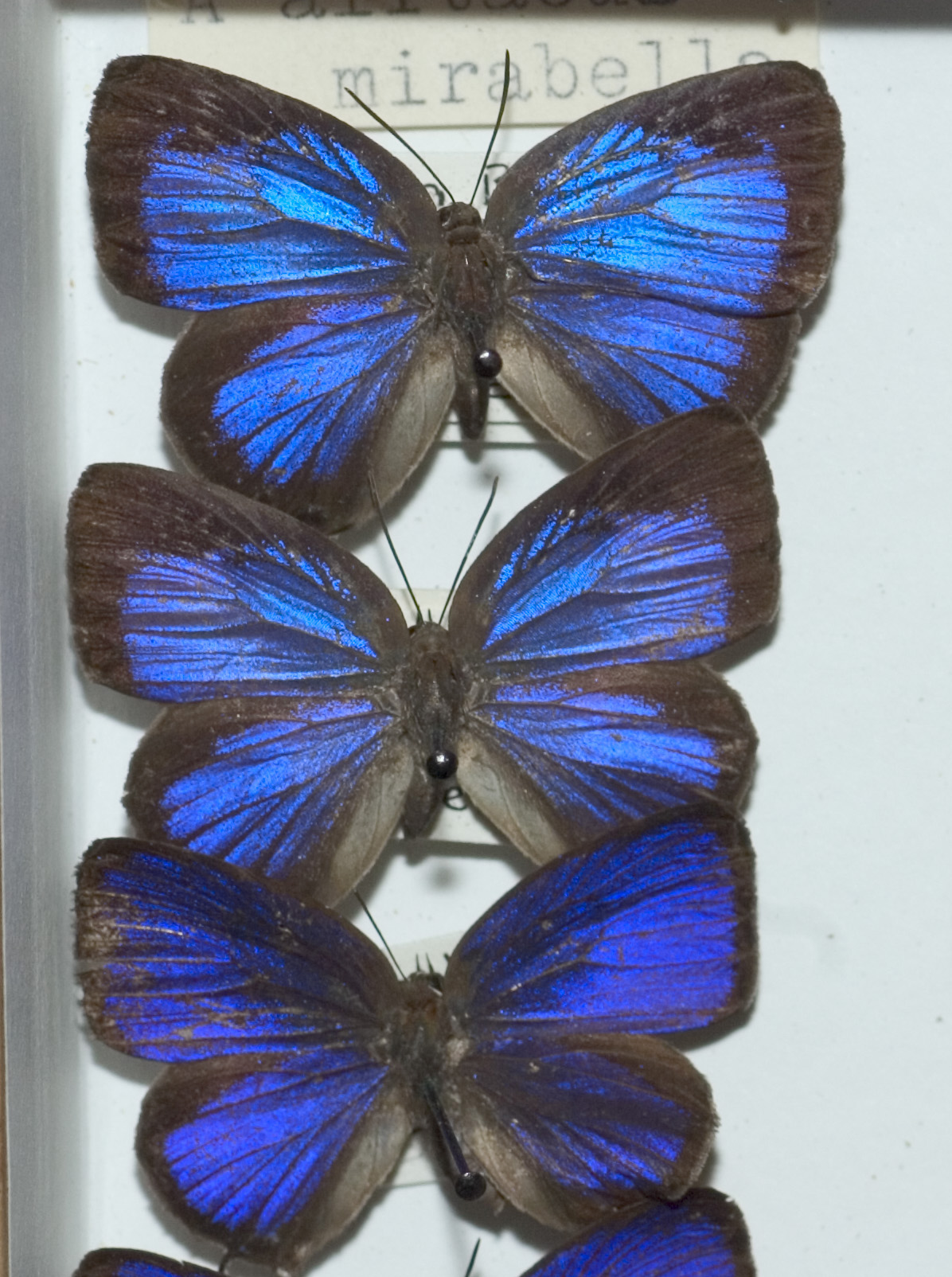
Arhopala alitaeus mirabella